# Hydrophis pachycercos
Espèce
Statut de conservation UICN

 DD  : Données insuffisantes
Hydrophis pachycercos est une espèce de serpents de la famille des Elapidae.

## Répartition
Cette espèce marine se rencontre dans les eaux de la mer de Chine méridionale entre le Viêt Nam, les Philippines et la Chine.

## Publication originale
- Fischer, 1855 : Die Familie der Seeschlangen systematisch beschrieben. Zu der öffentlichen Prüfung welche mit den Zöglingen der Realschule, p. 1-68 (texte intégral).